# Lista de deputados estaduais de Goiás da 8.ª legislatura
Essa é uma lista de deputados estaduais de Goiás eleitos para o período 1975-1979. 37 deputados.

## Composição das bancadas
| Partido | Líder               | Bancada | Posição  |
| ------- | ------------------- | ------- | -------- |
| ARENA   | Sérgio Ramos Caiado | 22 / 37 | Governo  |
| MDB     | Henrique Santillo   | 15 / 37 | Oposição |

## Deputados estaduais
Segundo o Tribunal Superior Eleitoral a ARENA conquistou 22 vagas em disputa contra 15 vagas do MDB, totalizando 37 cadeiras.
| Número | Deputados estaduais eleitos    | Partido | Votação | Percentual | Cidade onde nasceu    | Unidade federativa |
| 15615  | Henrique Santillo              | MDB     | 32.604  |            | Ribeirão Preto        | São Paulo          |
| 11612  | Ibsen de Castro                | ARENA   | 26.813  |            | Morrinhos             | Goiás              |
| 15620  | Derval de Paiva                | MDB     | 20.049  |            | Cumari                | Goiás              |
| 15144  | Iram Saraiva                   | MDB     | 19.278  |            | Goiânia               | Goiás              |
| 15954  | Tobias Alves                   | MDB     | 17.636  |            | Miguelópolis          | São Paulo          |
| 11523  | Paulo Rezek Andery             | ARENA   | 16.466  |            | Gália                 | São Paulo          |
| 15818  | João Felipe                    | MDB     | 15.935  |            | Catalão               | Goiás              |
| 15581  | Luiz Soyer                     | MDB     | 14.846  |            | Inhumas               | Goiás              |
| 11737  | Jesus Meireles                 | ARENA   | 13.485  |            | Luziânia              | Goiás              |
| 11264  | Sérgio Ramos Caiado            | ARENA   | 12.965  |            | Anápolis              | Goiás              |
| 11262  | Mário Bezerra Cavalcante       | ARENA   | 12.779  |            | Miracema do Norte     | Tocantins          |
| 15649  | Clepino Antônio de Araújo      | MDB     | 12.742  |            | Goiás                 | Goiás              |
| 15107  | Wilton Rodrigues de Cerqueira  | MDB     | 12.706  |            | Natividade            | Tocantins          |
| 11309  | Alziro Gomes de Souza          | ARENA   | 12.360  |            | Imperatriz            | Maranhão           |
| 15290  | Lúcio Lincoln de Paiva         | MDB     | 12.053  |            | Araguari              | Minas Gerais       |
| 11635  | Habid Gabriel Issa             | ARENA   | 11.799  |            | Anápolis              | Goiás              |
| 11826  | Ênio Paschoal                  | ARENA   | 11.719  |            | Catalão               | Goiás              |
| 11323  | Tércio Caldas                  | ARENA   | 11.420  |            | Itaberaí              | Goiás              |
| 15803  | Juarez Magalhães de Almeida    | MDB     | 11.317  |            | Formosa               | Goiás              |
| 11317  | Francisco de Castro            | ARENA   | 11.209  |            | Jaraguá               | Goiás              |
| 11813  | Wander Arantes de Paiva        | ARENA   | 10.915  |            | Santa Helena de Goiás | Goiás              |
| 11164  | Raimundo Gomes Marinho         | ARENA   | 10.816  |            | Tocantinópolis        | Tocantins          |
| 11957  | Clarismar Fernandes dos Santos | ARENA   | 10.323  |            | Goiânia               | Goiás              |
| 15711  | Domingos Moni                  | MDB     | 10.182  |            | Barretos              | São Paulo          |
| 15842  | Manoel da Costa Lima           | MDB     | 9.552   |            | Serranópolis          | Goiás              |
| 11887  | Antônio Pereira da Silva       | ARENA   | 9.551   |            | Porto Nacional        | Tocantins          |
| 11524  | Manoel Libânio de Araújo       | ARENA   | 9.465   |            | Formosa               | Goiás              |
| 11755  | Humberto Xavier                | ARENA   | 9.309   |            | Quirinópolis          | Goiás              |
| 11706  | Juracy Xavier Teixeira         | ARENA   | 9.246   |            | Porteiras             | Ceará              |
| 11746  | Adjair de Lima e Silva         | ARENA   | 9.068   |            | Iporá                 | Goiás              |
| 11269  | Wolney Siqueira                | ARENA   | 8.991   |            | Pirenópolis           | Goiás              |
| 15396  | Getúlio de Souza               | MDB     | 8.967   |            | Claraval              | Minas Gerais       |
| 11712  | Domingos Venâncio de Almeida   | ARENA   | 8.953   |            | Jaraguá               | Goiás              |
| 11293  | Nelson de Castro Ribeiro       | ARENA   | 8.946   |            | Jaraguá               | Goiás              |
| 11902  | Genésio de Barros              | ARENA   | 8.826   |            | Morrinhos             | Goiás              |
| 15447  | João Divino                    | MDB     | 8.476   |            | Goiânia               | Goiás              |
| 15229  | João Neto de Campos            | MDB     | 8.083   |            | Catalão               | Goiás              |